# Aragominas
Aragominas é um município do interior do estado do Tocantins, região Norte do Brasil. Localiza-se a uma latitude 07°09′52″ sul e a uma longitude 48°31′35″ oeste, na região geográfica intermediária de Araguaína e na região imediata de Araguaína, ocupando uma área de 1 168 km², a uma altitude de 303 metros.
Na divisão regional do estado para fins de planejamento, situa-se na região Norte, macrorregião Norte, a uma distância de 408 km da capital, Palmas.
Segundo o Censo 2022, a população é constituída de 5 290 pessoas, com estimativa de 5 360 habitantes em 2024. O PIB em 2021 foi de R$ 98 441 mil.

## História
O surgimento do povoado que deu origem ao município de Aragominas é atribuído à instalação de romeiros e fazendeiros, que chegaram à região em 17 de junho de 1952 oriundos dos estados de Goiás e Minas Gerais, chefiados por Antônio Barros de Sousa, emigrando de Filadélfia. No ano seguinte, outro pioneiro, Gregório Libanio dos Santos, chegou de Caxias juntamente com outras 10 pessoas em uma caravana. O grupo fixou moradia no local onde hoje é o centro da cidade.
Em 1988, o então povoado de Aragominas foi elevado a distrito do município de Araguaína, no dia 11 de maio. A emancipação ocorreu em 20 de fevereiro de 1991. A denominação pode ser explicada pela junção dos termos "Araguaia", devido à proximidade com o rio com esse nome, e "Minas", em alusão ao estado dos primeiros habitantes.

## Estrutura administrativa
A estrutura administrativa de Aragominas, assim como a dos demais municípios brasileiros, é definida pela Constituição de 1988, composta pelo Poder Executivo, chefiado pelo prefeito; e pelo Poder Legislativo, exercido pela Câmara Municipal, sob por vereadores. Todos os representantes são eleitos pelo povo para mandato de quatro anos, mediante pleito direto e simultâneo realizado em todo o país.

### Poder Executivo
O Poder Executivo é responsável pela administração direta do município, implementação de políticas públicas, execução do orçamento e prestação de serviços essenciais à comunidade. Essas competências são exercidas desde 1º de janeiro de 2021 pelo prefeito Marcos Alexandre, do partido Republicanos, eleito e reeleito para administrar o município até 31 de dezembro de 2028.

### Poder Legislativo
O Poder Legislativo tem a função de elaborar leis municipais, fiscalizar as ações do Executivo, aprovar o orçamento e representar os interesses da sociedade. As responsabilidades são delegadas a nove vereadores.
O vereador Devair, do partido Republicanos, assumiu a Presidência da Câmara Municipal em 2025.

## População
Segundo o Censo 2022, a população de Aragominas é constituída de 5 290 pessoas, com estimativa de 5 360 habitantes em 2024, sendo o 4 161º município mais populoso do país (que possui 5 571 municípios) e o 55º no ranking do Tocantins (dentre 139 municípios).
A densidade demográfica é de 4,53 habitantes por quilômetro quadrado, o que o coloca na posição 57 entre os municípios mais povoados do Tocantins e na posição 4 977 entre os do Brasil.

## Economia
O PIB de Aragominas em 2021 foi de R$ 98 441 mil, o que representa um PIB per capita de R$ 17 255. O salário médio mensal dos trabalhadores formais registrado em 2022 foi de 1,9 salários mínimos (o 27º melhor do Tocantins e o 2 804º do país).
No mesmo ano, a proporção de pessoas ocupadas (288 trabalhadores) em relação à população total era de 5,44% (o 125º melhor desempenho no Tocantins e o 5 454º no país).
Considerando domicílios com rendimentos mensais de até meio salário mínimo por pessoa, Aragominas tinha 46,9% da população nessas condições (o 49º maior índice no estado e o 1 896º no Brasil).
O Índice de Desenvolvimento Humano (IDH) de Aragominas é 0,593, conforme apurado em 2010 pelo Programa das Nações Unidas para o Desenvolvimento (PNUD).

## Educação
Em 2010, Aragominas apresentou uma taxa de escolarização de 97,2% (para pessoas de 6 a 14 de anos de idade), o que é considerado o 74º melhor desempenho entre os municípios tocantinenses e o 3 382º melhor no país.

Em 2023, os alunos dos anos inicias do Ensino Fundamental da rede pública tiveram nota de 4,4 no Índice de Desenvolvimento da Educação Básica (Ideb) – a 103ª melhor nota entre os municípios do estado e o 5 022º melhor desempenho entre as cidades brasileiras. Para os alunos dos anos finais, a nota foi de 4,2 no mesmo indicador – a 89ª maior nota do Tocantins e o 4 071º melhor desempenho entre os municípios do Brasil.